# 마이크 로벨

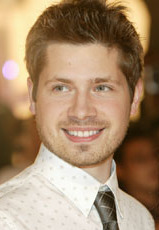

마이크 로벨(Mike Lobel, 1984년 3월 7일 ~ )은 캐나다의 배우, 영화배우, 텔레비전 배우이다.
토론토에서 태어났다.

## 영화
- 뱀파이어 로큰롤 (2009년)
- 디코이스 (2004년)
- 올리버 트위스트 (2003년)